# Кинг, Джесси
Джесси Мэрион Кинг (англ. Jessie M. King; 20 марта 1875, Берсден, Ист-Данбартоншир — 3 марта 1949, Керкубри) — британская художница и иллюстратор детской литературы.

## Жизнь и творчество
Отец Джесси занимал один из высших постов в Церкви Шотландии, и она получила строго религиозное образование. 
В 1891 году поступила в колледж королевы Маргариты, где училась на преподавателя живописи. В 1892 году продолжила своё обучение в Школе искусств Глазго, которую окончила с серебряной медалью в 1898 году.
В 1899 году начала преподавать в Школе дизайн и книжное иллюстрирование. Уже первые работы Джесси Кинг, вышедшие в 1899—1902 годах в берлинском издательстве «Глобус», принесли ей известность. Иллюстрации Кинг были выполнены в стиле модерн; творчество художницы также было тесно связано с деятельностью шотландской модернистской группы «Четвёрка», возглавляемой Чарльзом Р. Макинтошем.
В 1902 году совершила путешествие по Германии и Италии, во время которого открыла для себя творчество Сандро Боттичелли, оказавшее значительное влияние на её живописную манеру. Через некоторое время иллюстрировала издание «Евангелия для детей», которое принесло ей золотую медаль на Международной выставке современного декоративного искусства в Турине. В 1903 году вступила в Общество художников Глазго, а в 1905 году — в Общество женщин-художников Глазго.
В 1905 же году состоялась её первая персональная выставка в галерее Брутон-Стрит в Лондоне; затем, в 1907 году — в галерее Аннан в Глазго. В 1910 году приехала в Париж, где её муж, профессор Эрнест Тейлор, преподавал живопись и прикладное искусство. В 1911 году супруги открыли в Париже собственное художественное ателье. В 1915 году они возвратились в Шотландию и до конца жизни проживали в городе Керкубри.

## Галерея
- Работы Джесси М. Кинг